# Гронянка багатороздільна
Гронянка багатороздільна (Botrychium multifidum (S.G.Gmel.) Rupr.) — багаторічна трав'яниста рослина родини вужачкові (Ophioglossaceae (incl. Botrychiaceae)).

## Природоохоронний статус
В. multifidum згідно з Червоною книгою України має статус рідкісний вид (тобто, vulnerable (VU) відповідно до категорій IUCN), занесений до Додатку I Бернської конвенції (охоронна категорія: вид підлягає особливій охороні).. Він також має статус Data Deficient (DD), згідно з Європейським Червоним списком 2011 року. Гронянка багатороздільна занесена також до регіональних Червоних списків Закарпатської, Чернівецької, Івано-Франківської, Чернігівської областей та міста Києва.

## Загальна біоморфологічна характеристика

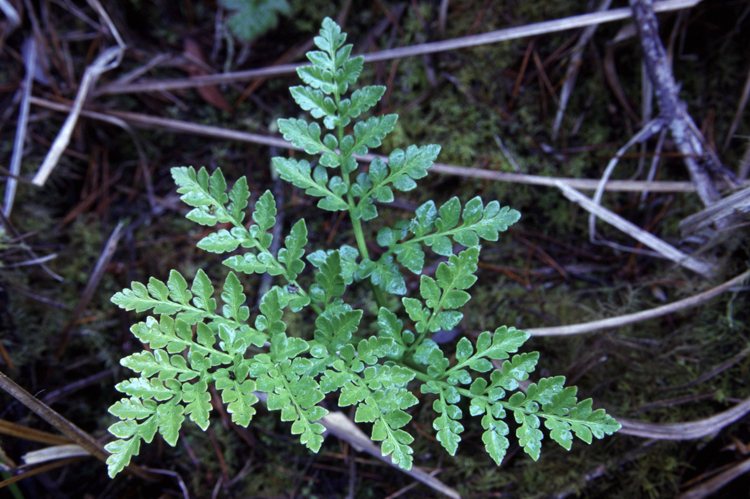
Вайя гронянки багатороздільної

Геофіт. Багаторічна трав'яна рослина з вкороченим прямим кореневищем та пучком потовщених коренів. Вайї до 10 см (максимально 32 см) завдовжки, запушені, з'являються щороку звичайно в кількості 1-2, рідше 3-4, але звичайно тільки одна з цих вай має спороносну частину. Одна із пластинок, торішня — жовтувато-зелена, інша — сильна, темно-зелена. Пластинка неспороносної частини (трофофіл) трикутна, двічі пірчастороздільна, поділяється на три частини, з яких кожна має черешечок; сегменти 1-го порядку з серцеподібною основою, широко-яйцеподібні, 2-го порядку — довгасто-яйцеподібні, з круглястими, іноді зарубчастими лопатями; черешок неспороносної частини вайї значно коротший (2-7 см), ніж черешок спороносної (5-15 см), й відходить від нього на рівні ґрунту. Спороносна частина, 2-7 см завдовжки і 1-4 см завширшки, утворює тричі пірчастороздільну волоть. Спороносить у липні-серпні. Розмножується спорами і вегетативно. Число хромосом: 2n = 90.

## Наукове значення
Реліктовий вид з дисперсно диз'юнктивним поширенням

## Ареал виду та його поширення в Україні
Тип ареалу за Мезелем: циркумполярний, помірно бореальний. Еколого-ценотична група: бореальний, лісовий. Ареал виду: Європа, Західна Азія, Гімалаї, Північна та Південна Америка (Патагонія), Австралія. В Україні спорадично трапляється у Карпатах, Поліссі (Рівненській, Житомирській, Київській, Чернігівській, Сумській областях), у Лісостепу (Львівській, Івано-Франківській, Закарпатській, Чернівецькій, Черкаській, Харківській областях). Загалом в Україні зафіксовано 95 місцезростання: 54 місцезростань до 1980 року, після 1980 року – 40 місцезростань, як до так і після 1980 року – 1 місцезростання.

## Чисельність та структура популяцій
Дані щодо популяційної структури українських популяцій дуже обмежені. В описаних популяціях кількість спорофітів коливалася від поодиноких до більше 400. В 2000 році, велика популяція з чисельністю більше 400 особин була знайдена на Трухановому острові у Києві. Проте до нашого часу вона значно скоротилася. Даний вид не може перебувати в стані підземного спокою не більше кількох років. На Трухановому острові до нашого часу збереглася одна частина популяції вздовж лісової дороги. Досить чисельними були інші описані останнім часом популяції. Одна з них на території Боярського лісництва Боярської лісової дослідної станції, Київська область (нараховувала приблизно 100 спорофітів на ) з щільністю 7-25 рослин на 1м2. Інша популяція в Броварському лісі у Києві біля ТЕЦ-6 мала 25 спорофітів. Популяція в Деснянсько-Старогутському НПП (Сумської області ) налічувала 67 спорофітів. Популяції на вторинних післялісових луках лісового поясу Горган, складалися з 11-50 спорофітів. 11 спорофітів було описано з місцезростання у с. Вертіївка Чернігівської області. В 2004 році в Боровському районі Харківської області, було знайдено 12 спорофітів різного вікового стану. Невеликі популяції чи поодинокі особини відомі з субальпійського поясу Карпат. У випадку локуса на Трухановому острові зафіксовано присутність усіх головних вікових стадій зі значною участю ювенільних та іматурних рослин. Присутність пре-генеративних стадій відмічена також в небагаточисельній популяції Святошинського лісопаркового господарства. Для інших популяцій наявні лише деякі дані з приводу присутності ювенільних екземплярів. Так, тільки 2 окремих ювенільних спорофіти відомі з Шумського району, Тернопільської області. Дуже часто дослідники описували популяції лише по принципу поділу на спороносні та не спороносні спорофіти. Відмічено присутність генеративних спорофітів, які в досліджені сезони не давали спорофілу.
У Білорусі та Польщі, популяції головним чином чисельні, часто складаються лише з кількох рослин. В Гужно-Ліджбарському регіональному ландшафтному парку, 14 спорофітів відмічено у 2000 та 7 у 2001. Більш чисельні популяції описано нещодавно з Польських Бещад. Вони нараховували 100-1000 спорофітів. В польських популяціях кількість спороносних та не спороносних дорослих особин також коливалася. В одні з нещодавно описаних популяцій кількість спорофітів сягала 30, в іншій - 50. Більшість рослин з популяцій Біловезької Пущі розгортали листки. Більша частина популяцій з північно-західної Польщі, зазвичай, мала або поодинокі або групи рослин.

## Причини зміни чисельності
Причинами зміни чисельності в Червоній книзі України вказано: випасання худоби, пожежі, відсутність екотопів відповідного типу.
Головною причиною рідкісності представників родини вужачкових є їх реліктовий характер, що виражається у вразливості до змін довкілля та антропогенного впливу. Невеликі популяції вужачкових вразливі також до впливу будь-якого випадкового фактора, що може привести до їх зникнення. Головною загрозою для вужачкових є природна сукцесія. Види родини мало конкурентоспроможні, а їх популяції займають найчастіше невеликі ділянки (на яких якісь фактори порушують щільну дернину). Тож вони легко випадають внаслідок ущільнення травостою. Відмічено, що Ophioglossaceae це рослини, яким властива к-стратегія – тобто колонізація короткий час існуючих біотопів. Одиницями розповсюдження є легкі, придатні до рознесення вітром спори, що не мають великої витривалості. Утворення та підтримання популяції залежить від придатності заселеної ділянки, контакту з грибним симбіонтом, а також підтримання біотопа відкритим внаслідок якихось порушень. Так як дані виду є низько-конкурентоспроможними, проте добре поширюються на значні відстані. В Україні та Польщі види родини часто спостерігаються у клімаксних біотопах - лісах, зокрема, заплавних та соснових. На жаль, в більшості повідомлень про загрози видам родини бракує даних регулярного моніторингу. В таких умовах усі висновки щодо  впливу сукцесії та режиму активної охорони в випадку Ophioglossaceae треба сприймати обережно. Окрім того, деякі автори прямо стверджують що конкретні методи охорони видів даної родини не розроблені. На думку американських дослідників, без заходів активної охорони (які втім мають бути добре розроблені, а також перевірені) охорона вужачкових не буде ефективною. Проте будь-які заходи чи дослідження мають бути добре обґрунтованими. Інша загроза надходить від копитних тварин чи рослиноїдних бехребетних. Кількість спроносних спорофітів може обмежувати також сухий сезон. Антропогенний вплив, такий як заліснення сухих лук, створення монокультур, та розорювання травостою під час посадки лісу на вирубках також становить загрозу. Велику загрозу становить знищення існуючих та потенційних місцезростань, в тому числі зарезервованих під створення об’єктів ПЗФ. Деструктивний вплив вирубки дерев показаний для України, Білорусі та Польщі. Ідентифіковані загрози для близького виду - гронянки півмісяцевої B. lunaria включають посуху, пожежу, заготівлю деревини, збір, вплив гербіцидів, рослиноїдних тварин, екзотичних дощових черв’яків та лісову сукцесію. Локально перевипас може бути впливовим фактором. Що стосується випалювання та заготівлі сіна то з цього приводу для України немає даних, проте такі вплив можуть бути небезпечними для чутливих рослин.

## Умови місцезростання
B. multifidum також має широку екологічну амплітуду. Це характерний вид угруповань Molinio-Arrhenatheretea та Nardo-Callunetea (Nardetalia). Він може зростати на післялісових луках та у лучних угрупованнях субальпійської зони. Імовірно, в лучних угрупованнях цей вид знайдений у Сумській області в заповіднику "Михайлівська цілина". Таким чином, окрім лук, ця гронянка також зростає в соснових лісах різного віку, на ділянках з мохами, гайками Betula pendula, Alnus glutinosa та болотами, краями сфагнових, в спонтанних  лісах дніпровських островів, ялинові плантації, та центральна частина заплави Прип’яті. Вид відмічений у лісах, що відновилися після рубки, наприклад, на колишньому полігоні на захід від Володимира-Волинського. Для степової зони України, в ХІХ ст., наявна інформація щодо зростання виду в районі села Велика Олександрівка Херсонської області. У Білорусі, B. multifidum первинно бореальний, але також може бути знайдений на луках класу Nardo-Callunetea. У Польщі цей вид відомий з кислих ґрунтів, більш звичайний на напівштучних середовищах бідних лук за участі вересу Calluna vulgaris (L.) Hull., та біля польових доріг, більш рідко у кислих дубових місцезростаннях у мішаних дубово-соснових лісах. Загалом в умовах України, Білорусі, Польщі та Росії ця гронянка тяжіє до напівприродних умов, зростаючи вздовж просік та доріг, по краям  доріг, по краям зростаючих полів та пасовищ, що свідчить про певний рівень залежності від антропогенної діяльності. Всередині неперервних угруповань, B. multifidum здатний розповсюджуватися в значній кількості їх варіантів.

## Режим збереження популяцій та заходи охорони
Необхідний додатковий моніторинг відомих популяцій і дослідження біоекологічних особливостей виду. Задля збереження чисельності і поширення популяцій необхідно забороити рубку лісів та порушення умов місцезростання. Охорона виду in situ забезпечується у наступних об’єктах ПЗФ: Карпатському біосферному заповіднику, заповіднику Михайлівська цілина, Горгани, національних парках: Карпатському, Деснянясько-Старогутському, Верховинському, Гетьманському, Черемоському, Шацькому та Голосіївському, а також у Дермансько-Мостівському РЛП. Для охорони виду необхідно також створити нові та розширити деякі існуючі об’єкти природно-заповідного фонду. Зокрема, необхідно створити національні природні парки: Дніпровські острови в Києві, Дніпровський у Чернігівській області, розширити Голосіївський (Київ) та Черемоський (Чернівецька область) НПП та створити низку заказників в локалітетах популяцій Києва на Трухановому та Долобецькому островах, а також біля Алмазного озера в Дарницькому лісництві, в лісовому урочищі Чорторийське біля с. Шевченківське (Глухівський район), та 57 кварталі Дружбівського лісництва біля с. Білиця (Ямполський район) Сумської області має бути включений до Верхньоесманського заказника. Заказники мають також бути створені біля с. Лосинець (Турківський район), Львівська область, на території Кременецького лісництва Волинського лісгоспу (Шумського району), Тернопільської області, біля с. Щедрогір (Ратнівський район) та на колишньому військовому полігоні біля Володимира-Волинського, Волинської області, біля с. Вертіївка (Ніжинський район), біля с. Углова Рудня (Ріпкінський район), Черніговська область, біля табору відпочинку «Морський», на північ від с. Лютіж (Вишгородський район), у кварталі 60 Боярського лісництва (Києво-Святошинський район), Київська область в околицях с. Гороховатка (Борівський район), Харківська область.

## Розмноження та розведення у спеціально створених умовах
Наявний досвід культивування одного з найближчих родичів гронянки багатороздільної – Botrychium robustum (Rupr.) Underw., зважаючи на що, є можливим штучне створення популяцій in situ та в ботанічних садах.

## Господарське та комерційне значення
Має господарське та комерційне значення як лікарська рослина (в народній медицині використовують як ранозагоювальний засіб).